# 高杉正彦
高杉 正彦（たかすぎ まさひこ、1955年6月17日 - ）は、日本のプロレスラー。神奈川県平塚市出身。

## 経歴
日本大学在学時はアメリカンフットボールの選手として活動。卒業後の1977年5月に国際プロレスに入門、9月4日に後楽園ホールでのスネーク奄美戦でデビュー。長らくグレート草津の付け人を務める。国際では菅原伸義や冬木弘道と共に「若手三羽烏」と呼ばれた。1980年11月に来日したカルロス・プラタの紹介で、メキシコのEMLL遠征も予定されていたが、すでに国際の経営状況は悪化しており、国際が負担する海外遠征費用も阿修羅・原のアメリカ遠征費用に支出するのが精一杯の状態であったために実現しなかった。プラタの帰国直後に、プラタから就労ビザ申請に必要な書類が届いたため、いつでもメキシコ遠征が可能な状態となっていたという。1981年8月9日に開催された国際プロレス最後の興行となった北海道羅臼町大会終了直後に、メキシコ大使館にて就労ビザを取得し、マッハ隼人に連れられてメキシコに渡った。渡航費用は、吉原功が未払いのギャラ代わりに支給したという。メキシコではEMLLに遠征していた大仁田厚やUWAに遠征していた小林邦昭・ヒロ斎藤・ジョージ高野などとも親交を深めた。
1982年正月に一時帰国。その際、国際の営業担当を務めていた根本武彦が全日本プロレスに転籍していたことが縁となり、根本の紹介で同年に全日本に参戦することになったが、コスチュームなどをメキシコに置いて来たままの帰国であったため、再度メキシコへ出発した。新日本プロレスでタイガーマスクがブームだったこと、ウルトラマンが地方巡業で人気だったことから、全日本プロレスでもテレビ番組のヒーローをモデルにした覆面レスラーを登場させようと高杉自らがジャイアント馬場に売り込んで再度帰国後、覆面レスラーのウルトラセブンとして全日本マットに登場することになった。当初は馬場から素顔でのファイトを求められたという。当時ジュニア王者だった大仁田厚の対戦相手として全日本プロレスのリングに上がり、NWAインターナショナル・ジュニアヘビー級王座に挑戦するが敗退。以後、全日本プロレスを主戦場にジュニア戦線にて活動した。当初は外国人扱いであったが、1983年に全日本へ正式入団した。
1984年11月に冬木とともにメキシコ遠征へ出発したが、1985年4月に「国際血盟軍入りしたい」という理由で、全日本に無断で帰国。同年5月に「国際血盟軍」の唯一の途中加入メンバーとなったと同時に、素顔へ戻した。特に目立った活躍もないまま「エキサイティングウォーズ'86」のシリーズ中である1986年3月2日に行われた岩手県陸前高田市民体育館大会（保永昇男戦）をもってカルガリーハリケーンズのスーパー・ストロング・マシン、ヒロ斎藤、高野俊二達と入れ替わるように剛竜馬やアポロ菅原と共に全日本を解雇された。なお菅原が馬場に言い放った発言が解雇の原因ともされている。。解雇通告は、陸前高田大会の翌日に全日本プロレス事務所に剛・菅原と2人で呼ばれ、菅原が泣きながら高杉に解雇を伝えた後に馬場が高杉に対して直接解雇を通告したという。その際馬場は、高杉だけに対して「選手過剰の状態だから少し休んでくれ。数試合は全日本のリングに上げるから」と伝えたという。なお、解雇前日の3月1日に行われた秋田県立体育館大会は高杉だけがカードから外されていた。
全日解雇後は、フリーランスとして全日本の前座で様々な謎の覆面レスラーに扮したり、地元である平塚市で行われる試合にスポット参戦するなど時折活動していたが、1989年に上記の剛・菅原と共にパイオニア戦志を旗揚げし、剛に次ぐナンバー2として新日本プロレスに出場。剛と組み長州力&佐々木健介組に勝利するが地味な勝ち方で評価が低く、自主興行において獣神サンダー・ライガーと対戦するも惨敗。
ライガー戦の際にタイガーマスクの佐山聡がスーパータイガーに名乗っていたことに倣って、高杉もウルトラセブンからスーパーセブンと改名した。
1990年にパイオニア戦志が崩壊。再びフリーランスとして活動する中、1992年に剛が旗揚げしたオリエンタルプロレスに参加するが、剛が若手選手達とのトラブルで同団体を退陣した事により、自動的にエース格となるものの団体は崩壊。1993年にインディー団体の統括組織であるレスリング・ユニオンに加盟し、IWA湘南を旗揚げ。自主興行のみならず、他の加盟団体にも上がるが、レスリング・ユニオンが活動を停止するに伴い、1996年に湘南プロレスと改称し、現在も活動している。湘南プロレス旗揚げと同時にリングネームを本名の高杉正彦から高杉政彦に改名している。
現在は、地元の平塚市でトレーニングジムを経営する傍ら、自主興行の他にも時折インディー団体に出場し、高杉政彦とウルトラセブン（スーパーセブンから元に戻す）のリングネームを使い分けながら小規模ではあるが活動している。
2012年2月、長男の高杉祐希がインディー団体「頑固プロレス」へ練習生として入団。9月2日、西調布格闘技アリーナにおける頑固プロレス「第130回IWA定期戦」において、盟友・剛竜馬の弟子である松崎和彦を相手にデビューした。10月7日に行われた西調布格闘技アリーナにおける頑固プロレス「湘南パイオニアシリーズ」の第三試合「剛竜馬メモリアル」タッグマッチにおいて、祐希とタッグを組む日本のプロレス史上初の父・息子タッグが実現。松崎和彦・ドラゴン・ユウキ組と対戦し、祐希が松崎のジャンピングネックブリーカードロップからの体固めで敗れた。
全日本プロレス退団後もウルトラセブンのリングネームを使っていることについては、当時の関係者は既に亡くなっており「プロレスラーとしてテレビに登場もしないので、大丈夫ではないか」としている。
2013年8月に鶴見五郎が引退したため、若松市政と共に数少ない国際プロレス出身現役レスラーとなっている。
2017年4月22日、湘南プロレス「高杉正彦40周年記念試合」として、大仁田厚、高杉正彦、高杉祐希対将軍KY若松・雷神矢口・松崎和彦が横浜ラジアントホールで開催された。2021年6月26日大田区総合体育館において行われた渕正信・越中詩郎・高杉政彦・土方隆司組vs仲野信市・西村修・SUSHI・力組に参戦。
2022年8月11日、神奈川県保土ヶ谷公会堂で行われた湘南プロレス横浜大会「高杉正彦45周年＆息子・高杉祐希10周年記念特別試合」に出場。高杉祐希・雷神矢口と組み、松崎勝彦、マシンセブン・若松市政(将軍ＫＹワカマツ)と対戦した。
2022年12月10日、666 Vol.124新木場大会にて、ラム会長軍の助っ人として登場。
2024年8月24日、富士通スタジアム川崎大会でウルトラセブンのコスチュームで出場。百田力と組み、タイガー戸口、谷口裕一と対戦し勝利を収めた。

## 得意技
- X固め
- フライングクロスチョップ
- ヒップアタック

## エピソード
プロレスラーになる前は、私設のプロレスファンサークルを主宰するなど熱狂的なプロレスファンとして活動し、国際プロレスはもとより日本プロレス・全日本プロレスや、旗揚げ直後のテレビ局の付かなかった新日本プロレスの地方興行へも観戦に足を運んでいる。当時を振り返って全日本や新日本・国際プロレスは客に対してスタッフの対応が良く好印象だった半面、日本プロレスは客に対してスタッフの「（試合を）見せに行ってやるよ」という驕った態度が嫌いだったと発言している。
国際プロレス最後の興行となった羅臼大会当日は、魚料理が有名な旅館に宿泊したが幕の内弁当しか出なかったことに「お通夜みたいな感じだった」と懐述している。羅臼町には国際プロレス解散から15年たった1996年8月に、アポロ菅原とともに再度訪問している。
ウルトラセブンになったきっかけは、メキシコ遠征中に、ヒロ斎藤によるアドバイスで変身を決意したという。小林邦昭は「快傑ライオン丸」への変身を提案していた。マスク製作にも苦労して弟に資料を請求したが、当時は国際プロレス解散時と同時期に終了した「ウルトラマン80」の終了も相まってウルトラマンブームも冷めており、弟が平塚市内にてウルトラマン関連の書籍を探していたが中々見付からず、ようやく発見した書籍を参考に製作したという。その際、日本テレビから全日本プロレスに出向していた松根光雄が円谷プロダクションを説得して正式に許可を得た。しかし円谷プロからは「公認した」との広報は一切無く、同社監修本には「公認レスラーはウルトラマンロビンのみ」とされており、高杉セブンは新日本のウルトラマンと共に未公認と明記されている。当初は「ウルトラ7」というリングネームが予定されていたという。1984年には「キン肉マン」へのキャラクターチェンジが予定されていた。
全日本プロレスに出場していた頃、他のレスラー達とバラエティー番組に出演。その際「正体・国籍不明の謎のマスクマン」と紹介されたが、テレビ収録時のトイレで共演したビートたけしに「うぅ〜ちゃっぷい（寒い）タケちゃ〜ん、たいへんだねぇ〜」と思い切り日本語で話しかけ、後にギャグのネタにされている。
マスクを脱いだら眉毛が剃られていたことがある。当人曰く「最近低迷しているので、八田イズム（負けたら全ての毛を剃る）を見習って剃ってみたんだよ」とのことだが、真偽の程は定かではない。
W★INGが1993年2月3日に後楽園ホールで行った興行にて、ジプシー・ジョーの引退試合の相手を務めた際（5分間のエキシビジョン）ジョーが最後、高杉に得意技であるダイビングニードロップを放ってフォールしたが、カウント2で返して、結局引き分けで試合は終了。このときすでに5分を経過していたのに「ニードロップを見るまでは試合を終わらせられない」と時計を止め、ゴングを鳴らさなかった。
リングに上がる際にロープを掴んだ手がすべり、後方に転倒するという失敗を2回以上している。1度目は、1984年2月23日の全日本プロレス蔵前国技館大会である。
ウルトラセブン時代は全日本における待遇面はまずまずだったが、国際血盟軍時代の待遇面では国際時代の2年後輩でかつ1985年12月に帰国した冬木よりも格下に扱われ、仙台市内のホテルにて馬場と剛・菅原との会食の席で（高杉は出席せず）、菅原が馬場が掲げるプロレススタイルを否定する発言を行ったため、馬場の逆鱗に触れてしまった（のちに菅原はこれを否定）。これが元で剛・菅原と共に整理解雇要員となったと同時に、国際血盟軍メンバーでは10ヶ月間の最短在籍メンバーとなった。
パイオニア戦志時代、若手のデビュー戦を務めるも体格差で圧倒されてしまい、最後に原爆固めで勝利するも「お前は何年、レスラーをやってるんだよ？」とファンに罵られた経験がある。